# Martin Auer (Musiker, 1963)
Martin Auer (* 27. Februar 1963 in Werl) ist ein deutscher Jazztrompeter.

## Leben und Wirken
Auer kam neunjährig zur Musik; sein erstes Instrument war ein Akkordeon. Mit elf Jahren wechselte er zur Trompete. Er spielte zunächst Blasmusik, aber auch Choräle und alte Musik im Posaunenchor. Später kam das Klavier, und im Alter von 15 Jahren begann er, in Bands zu spielen. Ab 1983 studierte er bei Manfred Schoof und Klaus Osterloh an der Hochschule für Musik Köln, wo er später einen Lehrauftrag für Ensemblespiel erhielt. In dieser Zeit spielte er unter anderem mit der Köln Big Band und der Köln Musik Big Band unter Jerry van Rooyen, aber auch mit der Woodhouse Jazzband und dann bei Paul Kuhn. Seit 1996 ist er Mitglied der hr-Bigband; er tritt auch mit dem Trio von Christof Sänger, mit den Oscar Canton Swing Giants und mit Sigi's Jazz Men auf.

## Diskographische Hinweise
- hr-bigband Two Suites: Tribal Dances / Cottacatya! (2003)

## Lexikalische Einträge
- Jürgen Wölfer: Jazz in Deutschland. Das Lexikon. Alle Musiker und Plattenfirmen von 1920 bis heute. Hannibal, Höfen 2008, ISBN 978-3-85445-274-4.